# 李春茂
李春茂，字文辉，號震陽，山西澤州陽城縣人，明朝政治人物。

## 生平
万历二十二年（1594年）甲午科舉人，三十二年甲辰（1604年）成進士，工部观政，授武安縣知縣。三十六年授行人司行人，四十年擢兵部主事，四十四年升员外郎，四十六年升武库司郎中。四十七年（1619年），由兵部郎中升为陕西西安参政。天启元年（1621年）七月，升本省按察司按察使兼参议，二年升江西右布政使，四年升湖廣左布政使。六年（1626年）闰六月，升順天府府尹，七年加署都察院右都御史，本年革职閑住。崇禎元年，礼部仪制郎中刘梦潮论都察院右都御史署顺天府尹李春茂、巡抚山东右佥都御史黄宪卿俱媚祠；春茂免。春茂奏辨，不听。九月，李春茂被削籍为民。